# The Innocent Lie
Pour plus de détails, voir Fiche technique et Distribution.
The Innocent Lie est un film muet américain, réalisé par Sidney Olcott pour Famous Players avec Valentine Grant et Jack J. Clark dans les rôles principaux, sorti aux États-Unis en 1916.

## Fiche technique
- Réalisation : Sidney Olcott
- Scénario : Louis Zellner d'après une histoire de Hugh Ford
- Chef-opérateur : Al Ligouri
- Production : Famous Players
- Distribution : Paramount
- Longueur : 5 bobines
- Date de sortie : 
  - États-Unis : 8 mai 1916 (New York)
- Licence : The Innocent Lie © 1916 © Famous Players Film Co. (Hugh Ford, author) ; title, descr. & 23 prints, 21 april 1916 ; LU8124.

## Distribution
- Valentine Grant : Nora O’Brien
- Jack J. Clark : Terry O’Brien
- J. Morris Foster : Pat O’Brien
- Hunter Areden : Nora Owen
- Robert Cain : Capitaine Stewart
- Frank Losee
- William Courtleigh Jr
- Helen Lindroth : Mme Winters
- Charles Fergusson

## Anecdotes
Le film a été tourné aux Bermudes et à New York.
Il n'est, semble-t-il, pas sorti en France.